# Герб Маймагинского наслега
Герб муниципального образования сельское поселение «Маймагинский наслег» Намского улуса Республики Саха (Якутия) Российской Федерации.
Герб утверждён Решением Маймагинского наслежного Совета № 18/3 от 16 июня 2010 года.
Герб внесён 29 марта 2011 года в Государственный геральдический регистр Российской Федерации под регистрационном номером 6623.

## Описание герба
«В лазоревом поле с зелёной оконечностью, обременённой серебряным чешуевидным поясом, золотая сосна, по сторонам от которой два сидящих серебряных лебедя навстречу друг другу с расправленными крыльями, чёрными лапами, клювами и глазами».

## Описание символики
В центре герба дерево сосна — это растение наслега Маймага, символ опоры и единения поколений. У неё ветки стремятся ввысь, а на концах семь шишек, которые символизируют историческое, географическое, социально-экономическое, сельскохозяйственное и духовно-культурное развитие наслега. Есть придание народа Маймага, что когда ХотунМаймага провела Ысыах, в том месте росла маленькая сосна. ХотунМаймага провела обряд поклонения (алгыс) этой сосне и дала имя «СэргэБэс» и сказала, если вырастит эта сосна, раскидав семена и размножится, то племя Маймага плодородно расселится на этом срединном мире.
С двух сторон расположились два лебедя — это тотемная птица племени Маймага, символ верности, преданности, благополучия. Имя Маймага означает Белый лебедь: май — лебедь, мага — белый.
Белая волнообразная полоса олицетворяет реку Лена, на долине которой расположена территория наслега.
Зелёный цвет — олицетворяет символ возрождения, благополучие, дружбы и братства.
Основные цвета — синий, белый, желтый, зеленый.
Синий цвет аллегорически показывает красоту природы, а также символизирует честь, славу, истину, добродетели.
Желтый цвет символизирует уважение, постоянство и мир.
Белый цвет — символ чистоты, преданности, благоденствия, красоты.
Автор герба — Павлов Иннокентий Семенович — отличник культуры Республики Саха (Якутия).